# Thrypticus chanophallus
Thrypticus chanophallus är en tvåvingeart som beskrevs av Daniel J. Bickel och Hernandez 2004. Thrypticus chanophallus ingår i släktet Thrypticus och familjen styltflugor.
Artens utbredningsområde är Peru. Inga underarter finns listade i Catalogue of Life.